# 金斯克里克鎮區 (北卡羅萊納州考德威爾縣)
金斯克里克鎮區（英語：Kings Creek Township）是位於美國北卡羅萊納州考德威爾縣的一個鎮區。

## 地方資料
金斯克里克鎮區的面積為87.80平方千米，皆為陸地。根據2020年美國人口普查的數據，當地共有人口1558人，而人口密度為每平方千米17.74人。